# Stanisław Genczew
Stanisław Genczew (bułg. Станислав Генчев, ur. 20 marca 1981 w Drjanowie) – bułgarski piłkarz grający na pozycji środkowego pomocnika.

## Kariera klubowa
Karierę piłkarską Genczew rozpoczął w klubie Botew Debełec. Następnie w 1998 roku przeszedł do Lewskiego Sofia i w sezonie 1998/1999 zadebiutował w jego barwach w pierwszej lidze bułgarskiej. W 2000 roku został po raz pierwszy wypożyczony, do drużyny Spartaka Warna. W latach 2000–2001 był wypożyczony do Wiełbażdu Kiustendił, a w latach 2003–2004 - do Czerno More Warna. W Lewskim Sofia grał do 2005 roku. Z Lewskim wywalczył mistrzostwo Bułgarii w 2002 roku oraz trzykrotnie Puchar Bułgarii w latach 2002, 2003 i 2005.
Latem 2005 roku Genczew przeszedł z Lewskiego do innego bułgarskiego klubu, Liteksu Łowecz. W Liteksie występował przez trzy sezony. Z klubem z Łowecza w 2008 roku zdobył Puchar Bułgarii, swój czwarty w karierze,
Latem 2008 roku Genczew odszedł z Liteksu do rumuńskiego pierwszoligowca FC Vaslui. W pierwszej lidze Rumunii zadebiutował 30 lipca 2008 roku w wygranym 1:0 domowym spotkaniu ze Steauą Bukareszt. W 2008 roku wygrał z Vaslui rozgrywki Puchar Intertoto.
W 2011 roku Genczew wrócił do Bułgarii i został zawodnikiem klubu Łudogorec Razgrad. Następnie grał w Liteksie Łowecz i AEL Limassol. W 2014 roku przeszedł do Sławii Sofia.
| Sezon   | Klub                | Kraj     | Rozgrywki                 | Mecze | Bramki |
| ------- | ------------------- | -------- | ------------------------- | ----- | ------ |
| 1998/99 | Lewski Sofia        | Bułgaria | A PFG                     | 3     | 0      |
| 1999/00 | Lewski Sofia        | Bułgaria | A PFG                     | 1     | 0      |
| 1999/00 | Spartak Warna       | Bułgaria | A PFG                     | 14    | 2      |
| 2000/01 | Wiełbażd Kiustendił | Bułgaria | A PFG                     | 27    | 4      |
| 2001/02 | Lewski Sofia        | Bułgaria | A PFG                     | 21    | 3      |
| 2002/03 | Lewski Sofia        | Bułgaria | A PFG                     | 17    | 1      |
| 2003/04 | Czerno More Warna   | Bułgaria | A PFG                     | 29    | 4      |
| 2004/05 | Lewski Sofia        | Bułgaria | A PFG                     | 11    | 1      |
| 2005/06 | Liteks Łowecz       | Bułgaria | A PFG                     | 27    | 2      |
| 2006/07 | Liteks Łowecz       | Bułgaria | A PFG                     | 19    | 3      |
| 2007/08 | Liteks Łowecz       | Bułgaria | A PFG                     | 25    | 2      |
| 2008/09 | FC Vaslui           | Rumunia  | Liga I                    | 34    | 3      |
| 2009/10 | FC Vaslui           | Rumunia  | Liga I                    | 21    | 2      |
| 2010/11 | FC Vaslui           | Rumunia  | Liga I                    | 27    | 0      |
| 2011/12 | Łudogorec Razgrad   | Bułgaria | A PFG                     | 27    | 6      |
| 2012/13 | Łudogorec Razgrad   | Bułgaria | A PFG                     | 28    | 3      |
| 2013/14 | Liteks Łowecz       | Bułgaria | A PFG                     | 5     | 0      |
| 2013/14 | AEL Limassol        | Cypr     | Protathlima A’ Kategorias | 10    | 0      |
| 2014/15 | Sławia Sofia        | Bułgaria | A PFG                     |       |        |

## Kariera reprezentacyjna
W reprezentacji Bułgarii Genczew zadebiutował 26 marca 2008 roku w wygranym 2:1 towarzyskim meczu z Finlandią. W debiutanckim spotkaniu zdobył gola.
| Mecze i gole w reprezentacji | Mecze i gole w reprezentacji | Mecze i gole w reprezentacji | Mecze i gole w reprezentacji | Mecze i gole w reprezentacji | Mecze i gole w reprezentacji | Mecze i gole w reprezentacji |
| #                            | Data                         | Stadion                      | Rywal                        | Wynik                        | Gol                          | Rozgrywki                    |
| 2008                         | 2008                         | 2008                         | 2008                         | 2008                         | 2008                         | 2008                         |
| ---------------------------- | ---------------------------- | ---------------------------- | ---------------------------- | ---------------------------- | ---------------------------- | ---------------------------- |
| 1.                           | 26.03.2008                   | Sofia, Bułgaria              | Finlandia                    | 2:1                          | 1                            | towarzyski                   |
| 2.                           | 06.09.2008                   | Podgorica, Czarnogóra        | Czarnogóra                   | 2:2                          | 0                            | el. MŚ 2010                  |
| 2010                         |                              |                              |                              |                              |                              |                              |
| 3.                           | 11.08.2010                   | Petersburg, Rosja            | Rosja                        | 0:1                          | 0                            | towarzyski                   |
| 4.                           | 07.09.2010                   | Sofia, Bułgaria              | Czarnogóra                   | 0:1                          | 0                            | el. ME 2012                  |
| 5.                           | 17.11.2010                   | Sofia, Bułgaria              | Serbia                       | 0:1                          | 0                            | towarzyski                   |